# Dendrochilum
 Dendrochilum  es un género de orquídeas epífitas, rico en especies, de la tribu Coelogyneae y subtribu Coelogyninae (familia Orchidaceae) muy relacionado con el género Pholidota. En este género se incluyen las especies antes incluidas en los géneros  Acoridium y Platyclinis, se distribuyen desde Birmania, a Papúa Nueva Guinea, con centros de especies endémicas en las montañas de Sumatra, Borneo, y Filipinas.  

## Hábitat
La mayoría de las especies son epífitas, algunas son litófitas y unas pocas son terrestres. Se distribuyen por el sureste de Asia Birmania hasta Papúa Nueva Guinea, con concentraciones de gran variedad de especies (con algunos endemismos), en las montañas boscosas de Sumatra, Borneo, y Filipinas.

De las estimadas 278 especies, 81 (87 taxones) se reconocen en Borneo. Solo un puñado de especies, la mayoría de Filipinas, son las que se cultivan.
 
Una reciente subdivisión establece cuatro subgéneros y 13 secciones dentro de Dendrochilum. Aun así, todos los subgéneros y seis secciones están representados en Borneo.

Si bien las orquídeas Dendrochilum son un elemento característico de la flora del bosque de baja montaña, también se encuentran en hábitats tan diversos como los manglares de las costas, y en las rocas graníticas expuestas a los vientos de las zonas subalpinas.

El monte Kinabalu es el emplazamiento más rico en Dendrochilum de todo  Borneo en donde han sido descritas 32 especies, las que representan el 39.5% del total de todas las de Borneo. Doce especies y dos variedades de éstas son endémicas de esta montaña.

En las montañas del Este de Sarawak se ha identificado una segunda área de diversidad.

## Descripción
Las especies de Dendrochilum tienen rizomas rastreros, pseudobulbos ovoideos a cilíndricos, que están basalmente envueltos con brácteas delgadas de color marrón o verde y que desarrollan de 1 a 2 hojas apicales, turgentes y erectas, de lanceoladas a elípticas, con un peciolo alargado que se va ampliando desde las especies que se encuentran en Birmania hasta las que se encuentran en Filipinas.

Las inflorescencias son en racimo, laterales, con una gran cantidad de flores olorosas, pequeñas de dos tamaños.

## Taxonomía
El género fue descrito por Carl Ludwig Blume y publicado en Bijdragen tot de flora van Nederlandsch Indië 8: 398. 1825.
Etimología
Dendrochilum: nombre genérico que se refiere a sus hábitos epifíticos.
Nombres Comunes
- Español: Orquídeas collar, orquídeas cadena.

## Especies seleccionadas deDendrochilum
- Dendrochilum anfractum
- Dendrochilum aurantiacum
- Dendrochilum cobbianum
- Dendrochilum glumaceum
- Dendrochilum javieriense
- Dendrochilum longifolium
- Dendrochilum magnum

- Lista de especies